# Vittjärnen, Uppland
Vittjärnen, även kallad Trollsjön, är en sjö i Nacka kommun i Uppland och ingår i Norrström-Tyresåns kustområde. Sjön är 9 meter djup, har en yta på 0,03 kvadratkilometer och befinner sig 24,4 meter över havet.